# Mustelus mento
Mustelus mento е вид хрущялна риба от семейство Triakidae. Видът е почти застрашен от изчезване.

## Разпространение
Разпространен е в Еквадор (Галапагоски острови), Перу и Чили (Айсен, Антофагаста, Араукания, Атакама, Биобио, Валпараисо, Десвентурадос, Кокимбо, Лос Лагос, Мауле, О'Хигинс, Сантяго, Тарапака и Хуан Фернандес).